# Ángel Alonso (director)
Ángel Alonso García (Pasajes, Guipúzcoa, País Vasco, España, 2 de enero de 1967) es un director de cine especializado en el mundo de la animación y los efectos especiales.

## Comienzos
En 1983, cuando sólo tenía 16 años, llegó a sus manos una cámara de vídeo formato Super 8. Apasionado al cine de ciencia ficción, comenzó a rodar sus primeros cortometrajes, la mayoría de ellos caseros y de bajo presupuesto, contando con amigos y familiares como colaboradores, tanto delante como detrás de la cámara. Gracias a estos cortos, tuvo una primera toma de contacto con el mundo de la animación, entrando a formar parte de la productora ESKUZ, con la cual participaría en La leyenda del viento del norte en 1988. Durante este periodo, conoció a Ricardo Ramón, con el que más tarde trabajó estrechamente.

## Segunda etapa
Después de la primera experiencia, decidió fundar en 1991 la productora Dibulitoon Studio, junto al productor Ricardo Ramón, para producir y dirigir con independencia sus propias historias. Los primeros años fueron difíciles, y la mayoría de los trabajos realizados fueron servicios de animación.
En este periodo la mayor parte de su actividad se dirige hacia terceros, ofreciendo servicios de animación a las principales productoras españolas como Dócon Films, Milímetros, Cromosoma, ampliando a corto plazo sus contactos pasando a trabajar con importantes productoras europeas, especialmente de Inglaterra y Francia, de donde destacan Cosgrove, Teleimagination y France animation.
Vistos los resultados, el estudio fue creciendo progresivamente, llegándose a realizar producciones para Warner Bros, Disney y Universal Studios de Estados Unidos.
En esta primera época de 9 años Dibulitoon Studio participó en la fabricación de 17 largometrajes y más de 50 series de televisión. Destacan algunos títulos como Batman, Sabrina: la serie animada, Problem child (Este chico es un Demonio), Goomer, Fantomcat o The Lost World entre otras. 
A finales de la década, y gracias a la aparición de las primeras películas en 3D como Toy Story (Pixar, 1995) y del desarrollo del software para su creación, finalizó y estrenó su primer largometraje propio: El ladrón de sueños (Dibulitoon Studio, 2000), fue uno de los primeros largometrajes de animación españoles completamente en 3D. Esta obra aportó al estudio la primera nominación a los Premios Goya, en la categoría de mejor película de animación.

## Tercera etapa
Tras la nominación, dedicó su tiempo a investigar y probar nuevas tecnologías, que se iban desarrollando rápidamente. Todo el conocimiento adquirido lo probaba en cortometrajes experimentales. Así, nacieron Historia de Elam (2002), El juego de Caín (2004) e Involución (2006). Durante este periodo, participó como director artístico, de animación o de efectos en otros trabajos del mismo estudio, como el cortometraje Juguetes (2007) y los largometrajes Glup (Dibulitoon Studio, 2004), Supertamps (Dibulitoon Studio, 2005) y Cristóbal Molón (Dibulitoon Studio, 2007). Cristóbal Molón es el único largometraje no nominado a los Premios Goya, en la categoría de mejor película de animación.
Además, en 2005 comenzó el desarrollo del largometraje Mystikal (Dibulitoon Studio, 2010). Se trata de la primera película española rodada 100% en croma con actores reales, siguiendo el sistema de películas como Tron (Disney, 1982), 300 (Legendary Pictures, 2006).

## Largometrajes como director
| Película                                        | Año  |
| ----------------------------------------------- | ---- |
| El ladrón de sueños                             | 2000 |
| Mystikal                                        | 2010 |
| Elcano y Magallanes, la primera vuelta al mundo | 2019 |

## Cortometrajes como director
| Cortometraje     | Año  |
| ---------------- | ---- |
| Historia de Elam | 2002 |
| El juego de Caín | 2004 |
| Involución       | 2006 |

## Otras Participaciones
| Película                                        | Año  | Productora                                                                                 | Tipo                      |
| ----------------------------------------------- | ---- | ------------------------------------------------------------------------------------------ | ------------------------- |
| La leyenda del viento del norte                 | 1988 | ESKUZ                                                                                      | Largometraje de animación |
| El regreso del viento del norte                 | 1995 | EPISA                                                                                      | Largometraje de animación |
| La isla del cangrejo                            | 2000 | Irusoin                                                                                    | Largometraje de animación |
| Glup                                            | 2004 | Dibulitoon-Irusoin                                                                         | Largometraje de animación |
| Supertramps                                     | 2005 | Dibulitoon-Irusoin                                                                         | Largometraje de animación |
| Juguetes                                        | 2007 | Dibulitoon                                                                                 | Cortometraje de animación |
| Cristóbal Molón                                 | 2007 | Dibulitoon-Irusoin                                                                         | Largometraje de animación |
| Papa soy un zombie                              | 2011 | Digital Dreams Films-Abra Producciones                                                     | Largometraje de animación |
| El corazon del roble                            | 2012 | Dibulitoon Studio-Milimetros Dibujos Animados                                              | Largometraje de animación |
| Dixie y la rebelion zombie                      | 2013 | Digital Dreams Films-Abra Producciones                                                     | Largometraje de animación |
| YOKO y sus amigos                               | 2015 | Dibulitoon Studio-Somuga-Wizart Animation                                                  | Largometraje de animación |
| Teresa y Tim                                    | 2017 | Dibulitoon Studio                                                                          | Largometraje de animación |
| Elcano y Magallanes, la primera vuelta al mundo | 2019 | Dibulitoon Studio, Elkano Dibulitoon AIE.                                                  | Largometraje de animación |
| El viaje mas largo                              | 2020 | La Claqueta PC,La Cruda Realidad,28F La película AIE,Dibulitoon Studio,RTVE,SPi (Portugal) | Documental/Animación      |